# Willy Gervin
Willy Viggo Gervin (Copenhague, 28 de noviembre de 1903-Roskilde, 8 de julio de 1951) fue un deportista danés que compitió en ciclismo en la modalidad de pista.
Participó en los Juegos Olímpicos de Los Ángeles 1932, obteniendo una medalla de bronce en la prueba de tándem. Ganó dos medallas en el Campeonato Mundial de Ciclismo en Pista, bronce en 1929 y plata en 1931.

## Medallero internacional
| Juegos Olímpicos   | Juegos Olímpicos             | Juegos Olímpicos  | Juegos Olímpicos         |
| Año                | Lugar                        | Medalla           | Competición              |
| ------------------ | ---------------------------- | ----------------- | ------------------------ |
| 1932               | Los Ángeles (Estados Unidos) | Medalla de bronce | Tándem                   |
| Campeonato Mundial |                              |                   |                          |
| Año                | Lugar                        | Medalla           | Competición              |
| 1929               | Zúrich (Suiza)               | Medalla de bronce | Velocidad individual (A) |
| 1931               | Copenhague (Dinamarca)       | Medalla de plata  | Velocidad individual (A) |